# Lars Berger
Lars Berger (* 1. Mai 1979 in Levanger) ist ein ehemaliger norwegischer Biathlet und Skilangläufer.
Aufgrund seiner Erfolge sowohl im Biathlon, als auch im Skilanglauf wurde ihm 2007, während der Rennen am Holmenkollen, durch den norwegischen König der Egebergs Ærespris verliehen. Dieser Preis ist die höchste Sportauszeichnung in Norwegen.

## Biathlon
Lars Berger begann 1990 mit dem Biathlon und gehörte seit 2002 zur norwegischen Nationalmannschaft. Schon in der Saison 2003/04 gelangen ihm dabei drei Weltcupsiege sowie der 5. Platz im Gesamtweltcup.
Bei den Weltmeisterschaften 2009 im südkoreanischen Pyeongchang gewann Berger beim norwegischen Vierfachtriumph im Sprint die Silbermedaille hinter Ole Einar Bjørndalen und vor Halvard Hanevold. In der abschließenden Staffel gewann er gemeinsam mit Emil Hegle Svendsen, Hanevold und Bjørndalen die Goldmedaille. Bei den Olympischen Winterspielen 2010 belegte Berger im Sprint Platz 46 und in der Verfolgung Rang 23. Ein Jahr später gewann er in Ruhpolding den Sprint. Nachdem er 2013 zwischenzeitlich aus dem norwegischen Weltcup-Kader aussortiert worden war und sich gemeinsam mit den ebenfalls aussortierten Alexander Os und Michael Rösch auf die Saison vorbereitet hatte, konnte er bei seiner Rückkehr in den Weltcup in Hochfilzen vor den mehrmaligen Gesamtweltcupsiegern Martin Fourcade und Ole Einar Bjørndalen gleich wieder überraschend ein Rennen gewinnen. Dies war sein siebter und letzter Weltcupsieg. Alle Siege feierte er in Sprintwettbewerben.
Nach der Saison 2014/15 verkündete Berger sein Karriereende.
Bergers Schwester Tora war ebenfalls im Biathlonsport aktiv.

## Skilanglauf
Neben dem Biathlon war Berger auch immer wieder bei Langlaufwettbewerben am Start. Bei den Militär-Weltmeisterschaften 2004 konnte er sich gegen die gesamte Welt-Elite des Skilanglaufs durchsetzen. Ein erster Höhepunkt in Bergers Karriere war der Gewinn der Staffelgoldmedaille im Langlauf bei den Nordischen Skiweltmeisterschaften 2005 im deutschen Oberstdorf, womit er als erster Biathlet einen Skilanglauftitel errang. Zudem wurde er in Oberstdorf Vierter über 15 km Freistil. Trotz dieser Erfolge trat Berger bei den Olympischen Winterspielen 2006 in Turin nicht im Langlauf an.
Bei den Nordischen Skiweltmeisterschaften 2007 im japanischen Sapporo war Berger wieder im Langlauf am Start. Er wurde zunächst Weltmeister über 15 km Freistil und gewann gemeinsam mit Eldar Rønning, Odd-Bjørn Hjelmeset und Petter Northug auch die Goldmedaille in der 4 × 10-km-Staffel.
Gemeinsam mit Hjelmeset, Northug und Martin Johnsrud Sundby gewann Berger die Silbermedaille im Staffelwettbewerb über 4 × 10 km der Olympischen Winterspiele 2010 in Vancouver.

## Erfolge

### Skilanglauf

#### Weltmeisterschaften und Olympische Spiele
- Weltmeister 2007 (Staffel)
- Weltmeister 2007 (15 km Freistil)
- Weltmeister 2005 (Staffel)
- Silbermedaillengewinner bei den Olympischen Winterspielen in Vancouver mit der Staffel

#### Weltcupsiege
Team
| Nr. | Datum             | Ort      | Disziplin           |
| --- | ----------------- | -------- | ------------------- |
| 1.  | 20. November 2011 | Sjusjøen | 4 × 10 km Staffel 1 |

### Biathlon

#### Weltmeisterschaften und Olympische Spiele
- Weltmeister 2009 (Staffel)
- Vizeweltmeister 2009 (Sprint)
- Vizeweltmeister 2007 (Staffel)
- Vizeweltmeister 2004 (Staffel)
- Vizeweltmeister 2004 (Massenstart)
- Teilnahme an den Biathlon-Wettbewerben bei den Olympischen Winterspielen 2010

#### Weltcupsiege
Einzel
| Nr. | Datum             | Ort                | Disziplin      |
| --- | ----------------- | ------------------ | -------------- |
| 1.  | 11. Dezember 2003 | Hochfilzen         | Sprint (10 km) |
| 2.  | 27. Februar 2004  | Lake Placid        | Sprint (10 km) |
| 3.  | 11. März 2004     | Oslo               | Sprint (10 km) |
| 4.  | 20. Dezember 2008 | Hochfilzen         | Sprint (10 km) |
| 5.  | 13. März 2009     | Vancouver-Whistler | Sprint (10 km) |
| 6.  | 14. Januar 2011   | Ruhpolding         | Sprint (10 km) |
| 7.  | 06. Dezember 2013 | Hochfilzen         | Sprint (10 km) |

Team
| Nr. | Datum             | Ort              | Disziplin |
| --- | ----------------- | ---------------- | --------- |
| 1.  | 13. Dezember 2003 | Hochfilzen       | Staffel 1 |
| 2.  | 17. Dezember 2006 | Hochfilzen       | Staffel 2 |
| 3.  | 22. Februar 2009  | Pyeongchang (WM) | Staffel 3 |
| 4.  | 11. Dezember 2011 | Hochfilzen       | Staffel 4 |

#### Bilanz im Biathlon-Weltcup
Die Tabelle zeigt alle Platzierungen (je nach Austragungsjahr einschließlich Olympische Spiele und Weltmeisterschaften).
- 1.–3. Platz: Anzahl der Podiumsplatzierungen
- Top 10: Anzahl der Platzierungen unter den ersten zehn (einschließlich Podium)
- Punkteränge: Anzahl der Platzierungen innerhalb der Punkteränge (einschließlich Podium und Top 10)
- Starts: Anzahl gelaufener Rennen in der jeweiligen Disziplin
- Staffel: inklusive Mixed- und Single-Mixed-Staffeln

| Platzierung                      | Einzel | Sprint | Verfolgung | Massenstart | Staffel | Gesamt |
| -------------------------------- | ------ | ------ | ---------- | ----------- | ------- | ------ |
| 1. Platz                         |        | 7      |            |             | 3       | 10     |
| 2. Platz                         |        | 2      | 2          | 1           | 5       | 10     |
| 3. Platz                         |        | 3      | 1          |             | 2       | 6      |
| Top 10                           | 2      | 23     | 11         | 2           | 14      | 52     |
| Punkteränge                      | 9      | 46     | 37         | 20          | 16      | 128    |
| Starts                           | 21     | 72     | 47         | 20          | 17      | 177    |
| Stand: nach der Saison 2010/2011 |        |        |            |             |         |        |